# لایه‌سازی

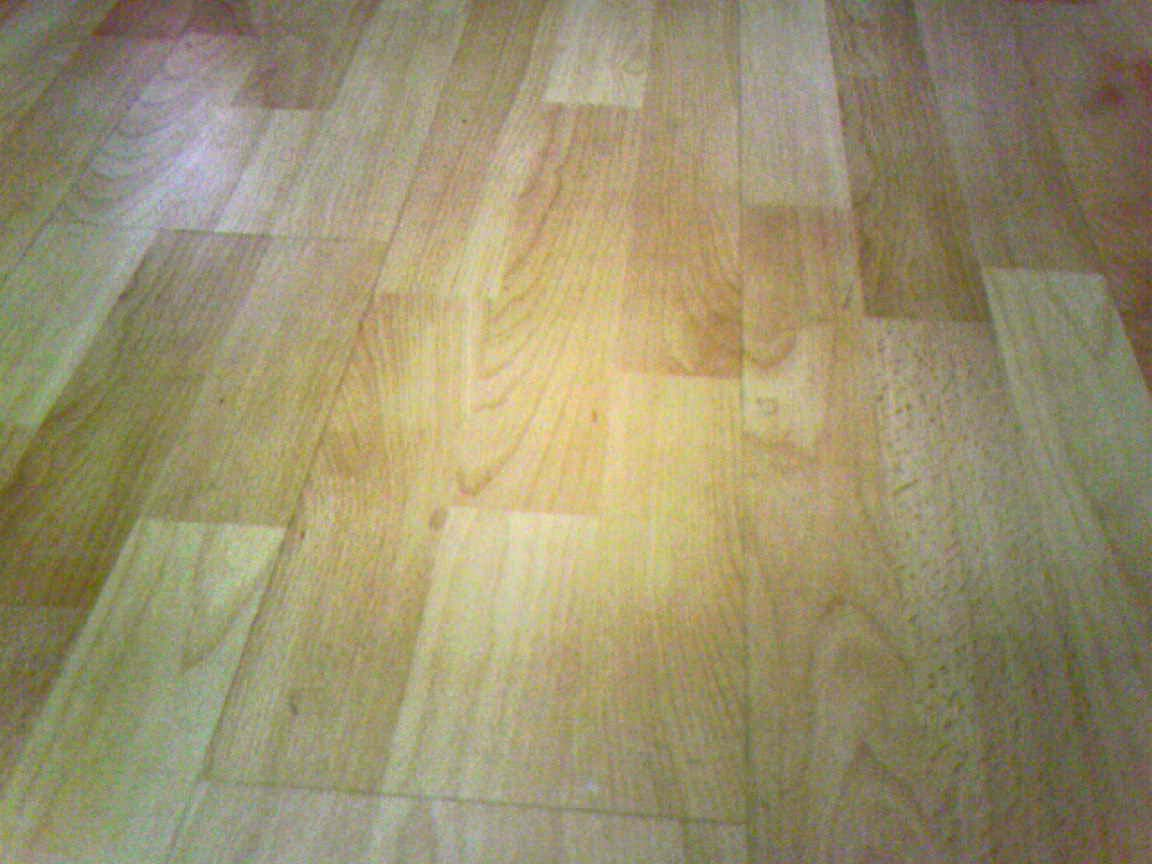
کف‌پوش لمینت

لایه‌سازی یا لمینت (به انگلیسی: Lamination) روش یا فرایند ساخت یک ماده در چند لایه می‌باشد؛ به صورتی که ماده کامپوزیت از مقاومت، پایداری و صوتی، شکل ظاهری یا سایر خصوصیات مواد مختلف مانند پلاستیک، برخوردار شود. لمینت مونتاژی دائمی است که با استفاده از گرما، فشار، جوشکاری یا چسب زدن، ایجاد می‌شود.

## کاربردهای لمینت
فرآیندهای مختلف لمینت (لایه‌سازی) وجود دارد. که عمدتاً به نوع ماده یا انواع موادی که می‌بایست در این فرایند به کار روند بستگی دارد. این مواد بسته به شرایط می‌توانند یکسان، یا مختلف باشد.
- استفاده از مواد مختلف

یکی از مثال‌هایی که می‌توان برای لمینت در حالت استفاده از مواد مختلف برد؛ کاربرد فیلم‌های پلاستیکی می‌باشد. به عنوان مثال از فیلم پلاستیکی در لمینت کردن شیشه استفاده می‌شود. مزیت شیشه‌های لمینت‌شده به نسبت باقی شیشه‌ها، فرو نریختن شیشه پس از شکست شیشه می‌باشد. بدین صورت که ذرات شیشه خرد شده به‌صورت چسبنده به طلق نگهداشته‌می‌شوند و از جدا شدن و پخش شدن آنها در محیط جلوگیری می‌شود. به همین جهت استفاده از شیشه‌های لمینت‌شده در ساختمانهای مرتفع، در جلوگیری از خطرات ناشی از حوادث طبیعی مثل زلزله و آتش‌سوزی، که باعث فرو ریختن شیشه‌های معمولی می‌شود؛ بسیار مؤثر است. همچنین از این شیشه‌ها در شیشهٔ جلوی ماشین نیز استفاده می‌شود و جراحات ناشی از خرده‌شیشه‌ها را بسیار کاهش می‌دهد.
این لمینت کردن معمولاً با استفاده از دو لایه شیشه و یک لایه پلاستیک (مانند پلی‌وینیل بوتیرال، PVB) در میان آن دو انجام می‌پذیرد. همچنین یکی از مزیت‌های شیشه‌های لمینت‌شده این است که می‌توان چندین نوع شیشه را به صورت همزمان در لایه‌های مختلف آن بکار برد و کارایی محصول نهایی را افزایش داد.
- استفاده از مواد یکسان

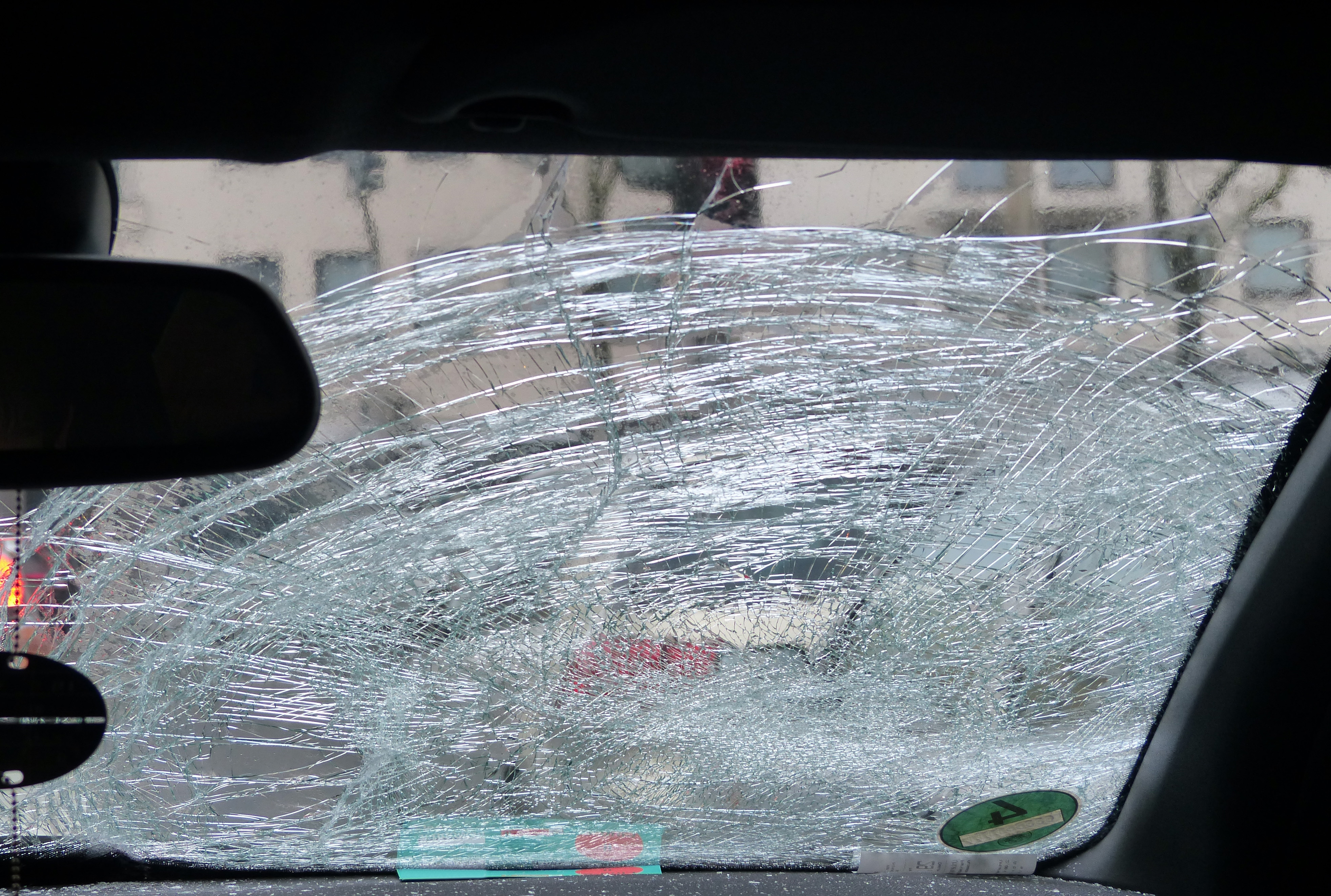
همان‌طور که در این شکل دیده می‌شود با شکست شیشه، خرده‌شیشه‌ای به‌وجود نیامده‌است.

یک نمونه از لمینت‌ها که از مواد یکسان و مشابه ساخته شده‌است تخته سه‌لایه می‌باشد که از مواد یکسان در هر لایه همراه با اپوکسی استفاده می‌کند. از الوارهای چسب دار و چند لایه در صنعت ساخت و ساز برای ساخت تیر (چوب روکش چسب دار یا Glulam)، در اندازه‌های بزرگتر و محکمتر از اندازه‌هایی که از تکه‌های چوب به دست می‌آید، استفاده می‌شود. همچنین لمینت کردن در این حیطه می‌تواند باعث کنترل کیفیت بهتری نیز شود؛ زیرا با لمینت کردن الوارها، می‌توان در هر لایه، قبل از اینکه بخشی از یک جز تحت تنش زیادی باشد، آن لایه را بررسی نمود و مشکل را برطرف کرد.

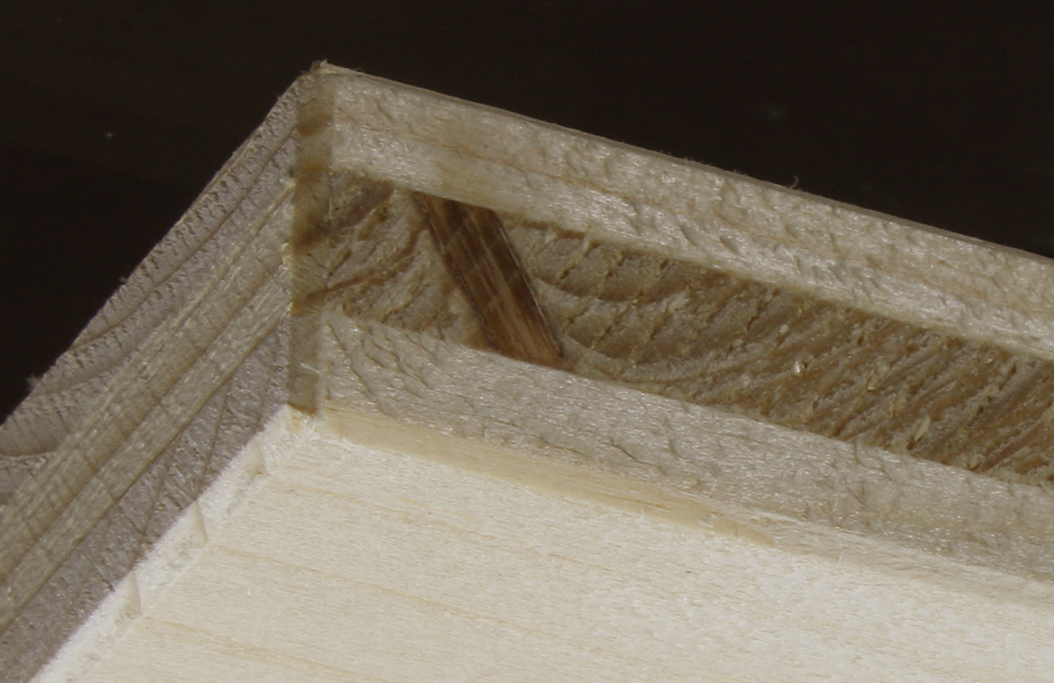
نمونه‌ای از چوب لمینت شده

تجهیزات الکتریکی مانند ترانسفورماتورها و موتورها معمولاً از یک لمینت فولادی برای تشکیل هسته سیم پیچ‌های مورد استفاده برای تولید میدان‌های مغناطیسی استفاده می‌کنند. لمینت نازک باعث کاهش سیگنال در اثر جریان‌های گردابی می‌شود.

## مصالح ساختمانی
به عنوان مثال از کاربرد لمینت‌ها در مصالح ساختمانی می‌توان به سطح روی میزها، اپن و صفحه رویی جزیرهٔ آشپزخانه‌ها و همین‌طور تخته سه لایه‌ها اشاره کرد. همین‌طور ورقه‌های تزئینی و برخی از اجزای مدرن تراشکاری با کاغذهای تزئینی با لایه‌ای از پوشش کاغذ تزئینی تولید می‌شوند، که قبل از فشار دادن آنها، با پردازش حرارتی به ورقه‌های تزئینی با فشار بالا تنظیم می‌شوند.
نوع جدیدی از HPDL (High Pressure Decorative Laminate) (لمینت‌های تزئینی فشار بالا) با استفاده از روکش چوب واقعی یا روکش چند لایه به عنوان سطح بیرونی محصول تولید می‌شوند. لمینت‌های فشار قوی از لمینت‌هایی تشکیل شده‌است که در فشارهای بیشتر از ۱۰۰۰پوند بر اینچ مربع (در حدود ۶٫۹ مگاپاسکال) قالب‌ریزی و ساخته می‌شوند. این فشار معمولاً در محدوده ۱۲۰۰ تا ۲۰۰۰پوند بر اینچ‌مربع (در حدود ۸٫۳ تا ۱۳٫۸ مگاپاسکال) می‌باشد. در همین حال، لمینت‌های فشار کم به عنوان «یک ورقه پلاستیکی» قالب‌گیری و ساخته می‌شوند که تحت فشار ۴۰۰ پوند بر اینچ مربع (تقریباً ۲۷ اتمسفر یا ۲٫۸ مگا پاسکال) می‌باشند.

### کاغذ

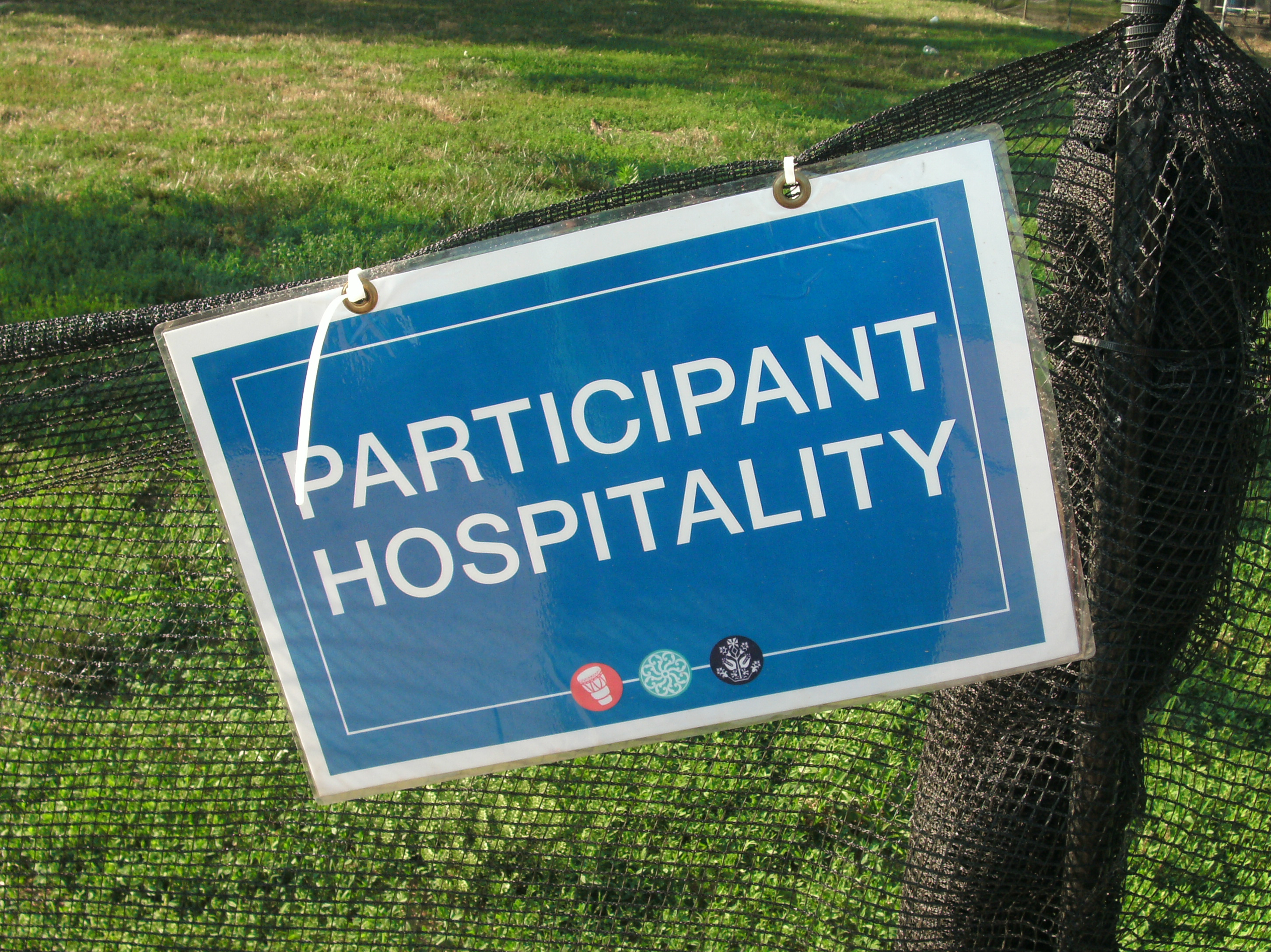
یک علامت کاغذی که روکش شده‌است بنابراین می‌توان از آن در فضای باز استفاده کرد

جعبه‌های ساخته شده از تخته‌های فیبری موج‌دار نمونه‌ایی از سازه‌های چند لایه هستند؛ موردی که قسمت داخلی استحکام و مقاومت را فراهم می‌کند و با استفاده از لایه‌های خارجی، سطحی صاف ایجاد می‌شود. در این محصولات معمولاً از چسب نشاسته ای استفاده می‌شود.
محصولات کاغذی لمینت، مانند عکس‌ها، می‌توانند از چروک شدن، کمرنگ شدن، آسیب در برابر آب، چروک شدن، لکه لکه شدن، ساییده شدن یا مشخص شدن چربی یا اثر انگشت جلوگیری کنند. همچنین کارت‌های شناسایی و کارت‌های اعتباری نیز با استفاده از لمینت به وجود می‌آیند.
جعبه‌ها و ظروف دیگر ممکن است با استفاده از لایه‌های محافظ گرما، پوشش‌های اکستروژن، چسب‌های حساس به فشار، پوشش UV و غیره لمینت شوند.
همچنین از لمینت در مجسمه‌سازی با استفاده از چوب یا رزین استفاده می‌شود. یکی از هنرمندانی که از لمینیت در کارهای خود استفاده کرد، فلوید شمن آمریکایی (مجسمه‌ساز قرن بیستم) است.

مجسمه‌ای از فلوید شمن

از لمینت‌های کاغذی می‌توان علاوه بر زیبایی برای افزودن خصوصیاتی به سطحی استفاده کرد. به عنوان مثال از کاغذهایی برای لمینت کردن استفاده می‌شود که مقاومت سطح بالاتری به وسیله لمینت شده می‌دهد (از این مدل بیشتر در لوازم و اسباب خانه استفاده می‌شود).
از دیگر کاربردها، ورق‌های پلاستیکی مخصوص سطوح بیرونی اجسام را می‌توان روی یک تصویر چاپ شده لمینت کرد تا به راحتی بتوان روی آنها نوشت (مانند تخته‌سفید). همچنین چندین تصویر چاپ شده نیمه شفاف، ممکن است برای دستیابی به جلوه‌های بصری خاص یا نگه داشتن تصاویر هولوگرافی، به صورت لایه لایه لمینیت شوند.
مشاغل چاپی که لمینیت تجاری انجام می‌دهند، انواع مختلف لمینت دیگر را نیز در دست دارند؛ زیرا به‌طور کلی هنگام کار با مواد نازک، فرایند اتصال انواع مواد مختلف، مشابه است.

## دستگاه‌های لمینت
سه نوع دستگاه لمینیت اغلب در تصویربرداری دیجیتال استفاده می‌شود:
- لمینت‌های کیسه‌ای: دستگاه لمینت کیسه‌ای، از کیسه لمینیت استفاده می‌کند که معمولاً از یک طرف مهر و موم می‌شود. سمت بستر صفحه شامل یک چسب فعال شده با حرارت است که چاپ را به زیر لایه می‌چسباند.
- رول لمینت گرم شده: دستگاه لمینت رول گرم شده، از غلتک‌های گرم شده برای ذوب چسب استفاده می‌کند تا چسب ذوب شده روی فیلم قرار بگیرد. این فیلم به نوبه خود با استفاده از غلتک‌های فشار بر روی یک بستر مانند کاغذ یا کارت اعمال می‌شود.
- لمینیتورهای رول سرد: دستگاه لمینت رول سرد از یک فیلم پلاستیکی استفاده می‌کند که با پشتی براق همراه با چسب پوشانده شده‌است (پشتی براق به چسب نمی‌چسبد). هنگامی که پشت براق برداشته می‌شود، چسب در معرض استفاده قرار می‌گیرد، و سپس مستقیماً بر روی موردی که باید لمینت شود؛ می‌چسبد.

## انواع فیلم
فیلم لمینتی این اجازه را به دستگاه‌های لمینت lی‌دهد که بدون توقف چندین پروژه لمینت کردن را انجام بدهند. این فیلم‌ها از پلی‌استر یا PVC تشکیل می‌شوند و به‌طور کلی به صورت زیر طبقه‌بندی می‌شود:
- فیلم‌های ورقه ورقه حرارتی استاندارد: فیلم‌هایی هستند که با چسب‌های پوشانده شده‌اند که در دماهای پایین نیز می‌توانند ذوب شوند. در مواقعی مناسب می‌باشد که لازم است با فشار و گرمای کم ورقه‌ها به یکدیگر بچسبند.
- فیلم‌های لمینیت دما پایین یا سرد: فیلم‌هایی که دیگر نیازی به حرارت ندارند و چسب موجود درآن‌ها را فقط با فشار می‌توان فعال نمود.
- لمینت مایع: این مورد را که پوشش UV نیز می‌نامند؛ روش بسیار خوبی برای افزایش دوام و وضوح به موارد لمینت شده، است و همچنین در جلوگیری از به وجود آمدن کثیفی و چربی نیز مؤثر می‌باشد.
هرکدام از فیلم‌های بالا به وسیله یکی از دستگاه‌های لمینت، استفاده می‌شود.